# Lone Dybkjær

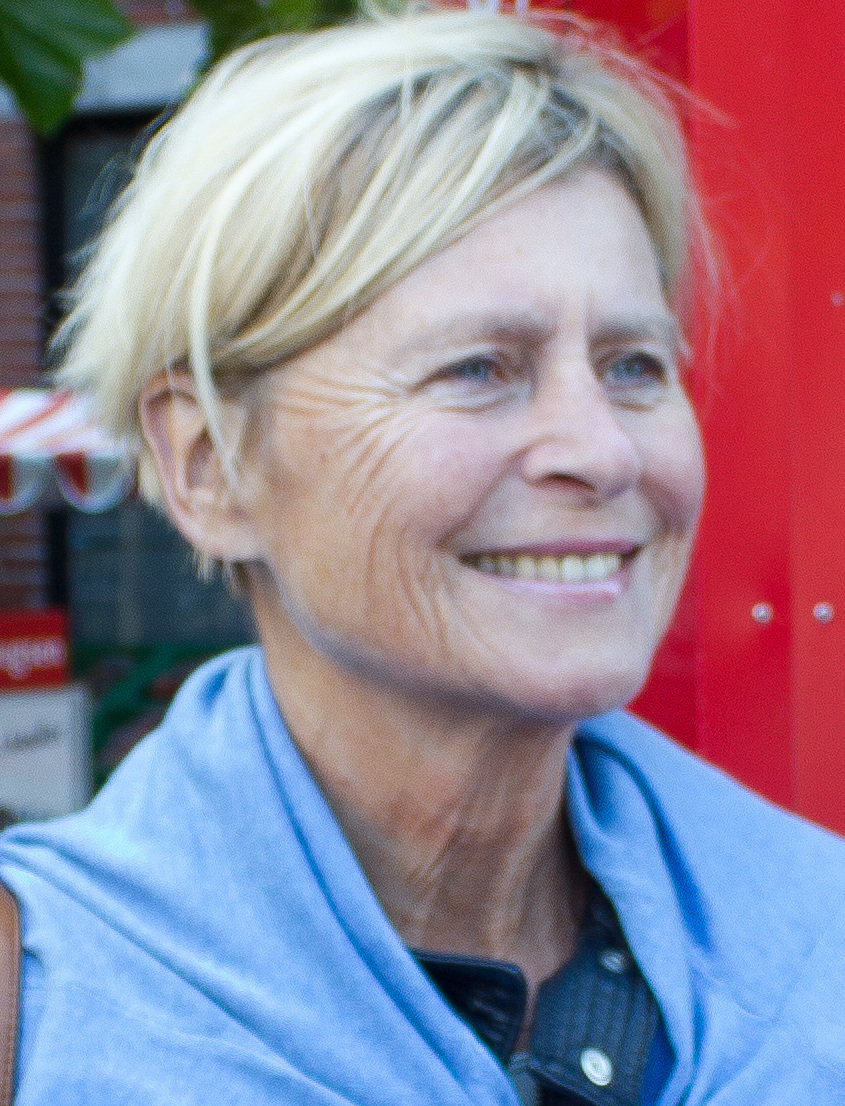
Lone Dybkjær (2011)

Lone Dybkjær (* 23. Mai 1940 in Frederiksberg bei Kopenhagen; † 20. Juli 2020 in Kopenhagen) war eine dänische Politikerin (Det Radikale Venstre, RV), die zeitweise Umweltministerin sowie zehn Jahre lang Mitglied des Europäischen Parlaments war.

## Leben
Lone Dybkjær absolvierte nach dem Schulbesuch ein Studium des Bauingenieurwesens und war danach seit 1964 als Bauingenieurin tätig. Ihre politische Laufbahn begann sie, als sie bei der Wahl vom 4. Dezember 1973 als Kandidatin von Det Radikale Venstre erstmals zur Abgeordneten in das Folketing gewählt wurde und diesem bis zu den Wahlen am 15. Februar 1977 angehörte. Bei der darauf folgenden Folketingswahl am 23. Oktober 1979 wurde sie abermals zur Abgeordneten gewählt und gehörte dem Folketing bis zu den Wahlen am 21. September 1994 an. Während dieser Zeit war sie zunächst Sprecherin der Fraktion der RV für Energie-, Arbeitsmarkt- und Umweltpolitik sowie zuletzt zwischen 1987 und 1988 Fraktionssprecherin für Außenpolitik.
Am 3. Juni 1988 wurde Lone Dybkjær von Ministerpräsident Poul Schlüter als Umweltministerin (Miljøminister) in dessen dritte Regierung berufen und behielt das Ministeramt bis zum 18. Dezember 1990. Sie war damit bisher der einzige Politiker ihrer Partei in diesem Ministerressort.
Bei der Europawahl 1994 wurde Lone Dybkjær, die seit 1994 mit dem damaligen sozialdemokratischen Ministerpräsidenten und späteren Mitglied des Europäischen Parlaments Poul Nyrup Rasmussen verheiratet war, als Mitglied des 4. Europäischen Parlamentes gewählt und gehörte dem Europäischen Parlament nach ihrer Wiederwahl bei der Europawahl 1999 bis zum Ende der fünften Legislaturperiode 2004 an. Zuletzt war sie zwischen 1999 und 2004 1. stellvertretende Vorsitzende des Umweltausschusses.
Nach ihrem Ausscheiden aus dem Europaparlament wurde sie bei der Wahl am 8. Februar 2005 für die RV wieder als Abgeordnete in das Folketing gewählt, dem sie bis zur Folketingswahl am 15. September 2011 angehörte. Daneben engagierte sich Lone Dybkjær als Co-Vorsitzende der Gleichstellungsorganisation Gender Task Force, die sich mit Unterstützung der Organisation für Sicherheit und Zusammenarbeit in Europa (OSZE) für eine Verbesserung der Arbeits- und Lebensbedingungen von Frauen in Südosteuropa einsetzt. 2009 übernahm sie ferner eine apl. Professur für humanistische Informatik am Ålborg Universitetscenter. Nachdem 2011 bei ihr Krebs diagnostiziert worden war, erlag sie der Krankheit 2020 nach fast zehnjährigem Leiden im Alter von 80 Jahren.

## Veröffentlichungen
- Det forunderlige parlament, 1999 (Neuauflage 2002)